# Delia Matte Pérez
Delia Matte Pérez, född 1886, död 1941, var en chilensk aktivist och feminist. Hon var en pionjärfigur inom den chilenska kvinnorörelsen. 
Hon grundade år 1915 damklubben Club de Señoras, som år 1916 lämnade in den första petitionen om införandet av rösträtt för kvinnor i Chile.